# شهرستان اشتیخان
ناحیهٔ اشتیخان (به ازبکی: Ishtikhon District) یک منطقهٔ مسکونی در ازبکستان است که در استان سمرقند واقع شده‌است.